# Iglesia de la Asunción de Nuestra Señora (Algete)
La iglesia parroquial de la Asunción de Nuestra Señora es un templo católico situado en el municipio de español de Algete, perteneciente a la Comunidad de Madrid. Data de principios del siglo XVI. Está construida con cajoneras de mampostería y ladrillos revocados en parte. 

## Características
Tiene planta longitudinal con tres naves, separadas por columnas toscanas y jónicas que sostienen arcos de medio punto. Las naves se cubren con techumbre de madera sencilla y en el crucero, capilla mayor y sacristía, aparecen bóvedas baídas. La cabecera es plana. El coro se sitúa a los pies en lo alto y se sostiene con un arco carpanel. 
En el exterior se observan algunos contrafuertes de sillería. La torre, construida en ladrillo con zócalo de sillería, se encuentra adosada a los pies, tiene cuatro cuerpos y se corona con un airoso y agudo chapitel de cobre, de estilo madrileño, adquiriendo así una interesante verticalidad. El acceso se realiza por la fachada norte y se resuelve con arco de medio punto con imitación de gran dovelaje enmarcado por alfiz. Existió otro acceso en el muro sur que fue cegado a principios del presente siglo.[¿cuándo?]

## Patrimonio mueble
La capilla mayor cuenta con un retablo en madera tallada y policromada contratado en 1612 por Juan Muñoz y Alonso Vallejo y cuyas pinturas terminaron Vicente Carducho y Eugenio Cajés en 1619. Se trata de retablo característico de los producidos a principios del siglo XVII en la región, de grandes proporciones, con múltiples compartimentos alternando escultura y pintura, que se inspiran directamente en el de la basílica de El Escorial. Debido a los daños producidos en 1936 se perdió parte de la mazonería, toda la escultura y solo se conservan cinco pinturas, completando el ciclo pictórico en 1942 el algeteño Mateo Jiménez, cuyas obras obras se fueron retirando durante las varias intervenciones de restauración posteriores; en la de 2017 se colocó la La Última Cena del cuerpo superior, una recreación de la de Jusepe Leonardo que se conserva en el retablo mayor de Cebreros.
Entre los bienes que custodia la parroquia se encuentra una sarga de grandes dimensiones de los siglos XVII-XVIII que representa la flagelación de Cristo, la única de las escenas del Vía Crucis monumental con que se cubrían los retablos de la parroquia el Viernes Santo y uno de los pocos ejemplos conservados de este tipo de obras debido a su carácter efímero.
Se conserva una piedad (o Virgen de las Angustias con su hijo muerto en brazos, ambas imágenes obra de Francisco Conesa Hernández, 2003) que la Hermandad del Santísimo Cristo de la Esperanza de Algete procesiona el Viernes Santo, en la llamada procesión del Silencio.